# Huize Elka (Tegelen)
Huize Elka is een monumentale villa in Tegelen, tegenwoordig een stadsdeel van de Nederlandse gemeente Venlo.

## Naamgeving
De villa is gebouwd voor Leonard Syrier en zijn Russische vrouw Katherina. De eerste letter van hun voornamen hebben, fonetisch, de naam van de villa gevormd (EL/KA).

## Achtergrond van de villa
Waarschijnlijk heeft de vader van Syrier, die huisarts was, in een voorloper van de villa gewoond. Van een nog eerdere bouw is in ieder geval een getoogd gewelf overgebleven. Doordat in de loop van tijd meerdere aanbouwen hebben plaatsgevonden lijkt het pand meer op een landhuis dan op een villa. Ook de ligging van het pand, in een overgangsgebied van de oorspronkelijke dorpskern naar de 19e- en 20e-eeuwse bebouwing, maakt het pand bijzonder.

## Enkele bouwkenmerken
De bouwstijl van de villa is te omschrijven als sober, maar wel met kenmerken van neorenaissance. Het pand bestaat uit een gedeelte in twee bouwlagen met een samengestelde kap, twee aanbouwen in een bouwlaag en een toren in vier bouwlagen met kap. Aan de rechterzijde van de oostelijke voorgevel bevindt zich een hoekrisaliet met onder andere een trapgevel. 
De noordelijke zijde van het L-vormige bouwvolume heeft, net als het stukje zuidelijk gevel voor de toren, een blinde muur. De noordelijke gevel heeft een top-/trapgevel waarvan de onderzijde eveneens blind is.